# Major League Baseball Draft 2023
De Major League Draft van 2023 vond plaats van 9 tot en met 11 juli 2023 en werd gehouden in Seattle. In de draft selecteren de teams uit de Major League Baseball in 20 rondes amateurspelers om ze vervolgens vast te kunnen leggen voor hun organisatie. In 2023 werden voor het eerst de eerste zes posities van de draft bepaald door middel van loting. De Pittsburgh Pirates wonnen deze loting, en mochten daardoor als eerste een speler selecteren. Met deze eerste selectie kozen zij Paul Skenes.

## Eerste ronde
| Pick | Speler             | Team                  | Positie        | School                         |
| ---- | ------------------ | --------------------- | -------------- | ------------------------------ |
| #1   | Paul Skenes        | Pittsburgh Pirates    | Werper         | LSU                            |
| #2   | Dylan Crews        | Washington Nationals  | Buitenvelder   | LSU                            |
| #3   | Max Clark          | Detroit Tigers        | Buitenvelder   | Franklin Community High School |
| #4   | Wyatt Langford     | Texas Rangers         | Buitenvelder   | Florida                        |
| #5   | Walker Jenkins     | Minnesota Twins       | Buitenvelder   | South Brunswick High School    |
| #6   | Jacob Wilson       | Oakland Athletics     | Korte stop     | Grand Canyon                   |
| #7   | Rhett Lowder       | Cincinnati Reds       | Werper         | Wake Forest                    |
| #8   | Blake Mitchell     | Kansas City Royals    | Achtervanger   | Sinton High School             |
| #9   | Chase Dollander    | Colorado Rockies      | Werper         | Tennessee                      |
| #10  | Noble Meyer        | Miami Marlins         | Werper         | Jesuit High School             |
| #11  | Nolan Schanuel     | Los Angeles Angels    | Eerste honkman | Florida Atlantic               |
| #12  | Tommy Troy         | Arizona Diamondbacks  | Korte stop     | Stanford                       |
| #13  | Matt Shaw          | Chicago Cubs          | Korte stop     | Maryland                       |
| #14  | Kyle Teel          | Boston Red Sox        | Achtervanger   | Virginia                       |
| #15  | Jacob Gonzalez     | Chicago White Sox     | Korte stop     | Ole Miss                       |
| #16  | Bryce Eldridge     | San Francisco Giants  | Eerste honkman | James Madison High School      |
| #17  | Enrique Bradfield  | Baltimore Orioles     | Buitenvelder   | Vanderbilt                     |
| #18  | Brock Wilken       | Milwaukee Brewers     | Derde honkman  | Wake Forest                    |
| #19  | Brayden Taylor     | Tampa Bay Rays        | Korte stop     | TCU                            |
| #20  | Arjun Nimmala      | Toronto Blue Jays     | Korte stop     | Strawberry Crest High School   |
| #21  | Chase Davis        | St. Louis Cardinals   | Buitenvelder   | Arizona                        |
| #22  | Colt Emerson       | Seattle Mariners      | Korte stop     | John Glenn High School         |
| #23  | Ralphy Velazquez   | Cleveland Guardians   | Achtervanger   | Huntington Beach High School   |
| #24  | Hurston Waldrep    | Atlanta Braves        | Werper         | Florida                        |
| #25  | Dillon Head        | San Diego Padres      | Buitenvelder   | Homewood-Flossmoor High School |
| #26  | George Lombard Jr. | New York Yankees      | Korte stop     | Gulliver Preparatory School    |
| #27  | Aidan Miller       | Philadelphia Phillies | Korte stop     | J.W. Mitchell High School      |
| #28  | Brice Matthews     | Houston Astros        | Korte stop     | Nebraska                       |